# Coniodes immacularia
Coniodes immacularia är en fjärilsart som beskrevs av Samuel E. Cassino och Louis W. Swett 1922. Coniodes immacularia ingår i släktet Coniodes och familjen mätare. Inga underarter finns listade i Catalogue of Life.